# Grand Theft Auto Advance
Grand Theft Auto Advance (denumit comercial simplu ca Grand Theft Auto) este un joc video de acțiune-aventură dezvoltat de Digital Eclipse și publicat de Rockstar Games. A fost lansat exclusiv pentru consola portabilă Game Boy Advance pe 24 octombrie 2004, exact cu o zi înainte de lansarea lui Grand Theft Auto: San Andreas. Jocul este al optulea din seria Grand Theft Auto și al patrulea din era 3 a acesteia, fiind precedat de Grand Theft Auto: San Andreas și succedat de Grand Theft Auto: Liberty City Stories. Totuși, spre deosebire de toate celelalte jocuri din această perioadă, jocul folosește un motor grafic 2D, asemănător cu primele două jocuri ale seriei (Grand Theft Auto și Grand Theft Auto 2) și Grand Theft Auto: Chinatown Wars mai târziu, din cauza limitărilor consolei Game Boy Advance.
Jocul ar fi trebuit inițial să fie o portare a lui Grand Theft Auto III pentru Game Boy Advance, dar mai târziu a fost schimbat într-un joc complet diferit și astfel este un prequel pentru GTA III. Protagonistul este un personaj nou numit Mike, iar acțiunea se desfășoară în anul 2000, cu un an înainte de GTA III, în Liberty City, același oraș fictiv inspirat de New York din jocul original, dar cu câteva schimbări semnificative, precum locațiile diferite pentru colectibelele secrete și înlăturarea trenurilor și tunelurilor.
Deși este un joc 2D, GTA Advance include elemente din jocurile 3D ale seriei, precum HUD-ul, multe dintre arme, posibilitatea de a întoarce vehicule pe verticală și câteva misiuni secundare, printre care "Justițiar" și "Paramedic". De asemenea, GTA Advance este primul joc din serie care a fost evaluat cu 16+ de către PEGI și M de către OFLC, și singurul care să nu fie dezvoltat de Rockstar Games.

## Gameplay
Jocul a trebuit să fie adaptat pentru limitările consolei Game Boy Advance. Drept urmare, nu prezintă mini-filmulețe animate între misiuni, nici dialogul variat al oamenilor din oraș prezent în jocurile dinainte. Toate filmulețele sunt doar text și fețele desenate de mână ale personajelor, cu puțină muzică pe fundal. Stilul artistic utilizat pentru aceste filmulețe este același folosit în jocurile anterioare la ecranele de încărcare sau pe copertă. În locul dialogului oamenilor, jocul folosește uneori sunete preluate din GTA III când jucătorul îi calcă cu mașina. De asemenea, când jucătorul comite o crimă, se va auzi radioul poliției cu informații despre locația și vehiculul său.
Jocul nu include stațiile radio din mașină. Ca și versiunile de Game Boy Color ale lui GTA și GTA 2, fiecare mașină are o singură stație de radio care nu poate fi schimbată. Câteva dintre aceste melodii sunt asemănătoare cu cele din GTA, GTA 2 și GTA III, în versiunea instrumentală. Cu toate acestea, stațiile radio din GTA III pot fi văzute pe panouri publicitare prin oraș.

## Povestea
În 2000, un criminal mic numit Mike lucrează alături de asociatul său mult mai experimentat, Vinnie, în speranța că vor strânge suficienți bani pentru a pleca din Liberty City și a începe o viață nouă altundeva. Vinnie îl convinge pe Mike să realizeze mai multe misiuni pentru Mafie pentru a realiza acest lucru. Totuși, după câteva misiuni, Vinnie este aparent ucis într-o explozie cauzată de o bombă de mașină, care distruge și toți banii lor. Mike jură răzbunare și intră rapid într-un conflict cu Mafia în timp ce caută adevărul din spatele morții lui Vinnie. El se întâlnește cu un expert în explozive și asociat de-al lui Vinnie numit 8-Ball, care îl angajează pentru câteva misiuni și îl sfătuiește să-l vadă pe Jonnie, un barman cu multe conexiuni criminale. Lucrând pentru Jonnie, Mike se apropie de adevăr, numai pentru a descoperi că Jonnie a fost ucis din această cauză. Căutându-l pe ucigaș, Mike vede niște Yardies părăsind barul lui Jonnie și îi urmărește până la ascunzătoarea lor, unde îl confruntă pe liderul Yardies, Regele Courtney, pe care îl acuză că l-a omorât pe Jonnie. Courtney neagă acuzațiile, susținând că și el îl caută pe ucigaș deoarece Jonnie îi datora bani, și îl angajează pe Mike, promițând să-l ajute să găsească adevăratul ucigaș.
În cele din urmă, Courtney îi spune lui Mike că ucigașul este Cisco, liderul Cartelului Columbian. Mike îl confruntă pe Cisco, numai pentru a descoperi că nu el este ucigașul și că Courtney doar s-a folosit de el. El decide apoi să lucreze pentru Cisco, care promite să-l ajute cu investigația sa. După ce Mike este pus s-o răpească pe Yuka, nepoate lui Asuka Kasen, una dintre co-liderii Yakuzei, el este contactat de Asuka, care, neștiind că el a răpit-o pe Yuka, îi cere s-o salveze, iar apoi îl angajează pentru mai multe misiuni, promițând la rândul ei să-l ajute. Drept urmare, Mike începe să lucreze pentru două bande aflate în război și se apropie tot mai mult de adevăr, numai pentru a descoperi că și Cisco a fost omorât după ce a aflat ceva nou. De data aceasta Mike îl vede pe ucigaș și îl urmărește, descoperind că este nimeni altul decât Vinnie, care dezvăluie că și-a înscenat moartea pentru a fugi din oraș cu banii lor, dar a ajuns să-l urmărească pentru a se asigura că nu află niciodată adevărul. Înfuriat de trădarea lui Vinnie, Mike îl rănește mortal și își ia banii înapoi, în ciuda avertismentelor lui Vinnie că acest lucru îl va face o țintă pentru toți criminalii din oraș.
Mai târziu, Mike se întâlnește cu 8-Ball să-l informeze cum s-a terminat investigația sa, numai pentru a fi ambuscați de membri ai Cartelului Columbian, care cred că Mike l-a ucis pe Cisco. Deși Mike reușește să scape, 8-Ball este rănit în timpul luptei și apoi arestat de poliție (ceea ce va rezulta în evadarea sa la începutul lui GTA III). După ce se ocupă de noul lider al Cartelului, Mike află că Courtney este după banii lui și se înâlnește pentru ultima dată cu Asuka pentru a planifica o ambuscadă a ascunzătorii acestuia. Totuși, echipa Yakuza a lui Asuka nu apare pentru atac, astfel că Mike este nevoit să facă toată treabă de unul singur. El reușește să-l bată pe Courtney, dar este nevoit să fugă când sosește poliția, în timpe ce Courtney scapă. În ultima misiune a jocului, Mike scapă de poliție și sosește la aeroport, de unde pleacă în Columbia la bordul avionului privat a lui Cisco să înceapă o viață nouă cu averea sa.

### Personaje
Jocul are o poveste complet nouă și originală. Protagonistul nu mai este Claude, ci un personaj nou numit Mike. Alte personaje noi incluse în joc sunt Vinnie (partenerul și primul angajator al lui Mike, care este dezvăluit mai târziu să fie de fapt antagonistul principal), Jonnie (un barman cu multe conexiuni criminale), Cisco (liderul Cartelului Columbian) și Yuka (nepoata lui Asuka Kasen). Fiind un prequel pentru Grand Theft Auto III, jocul include apariții ale mai multor personaje din jocul respectiv, printre care 8-Ball (un expert în explosive și proprietarul unui magazin de bombe), Asuka Kasen (una dintre co-liderii Yakuzei) și Regele Courtney (liderul Yardies, care este doar auzit în GTA III). Pe lângă personaje, și majoritatea bandelor din GTA III se întorc în joc, ci anume Yakuza, Yardies, Cartelul Columbian, Diablos, Southside Hoods și Triadele, precum și Mafia, care, deși nu este identificată în joc ca fiind astfel, cel mai probabil se referă la Familia Leone.

## Recepție
Grand Theft Auto Advance a avut parte de recenzii "mixte sau medii", conform site-ului agregator de recenzii Metacritic.
Graficile jocului au primit comentarii mixte spre pozitive din partea criticilor, în comparație cu alte jocuri pentru Game Boy Advance. Craig Harris de la IGN a spus că jocul "face o treabă bună să arate ca jocurile GTA vechi". Loki de la Game Chronicles a spus că jocul folosește "multe trucuri" pentru a-i da "o atmosferă 3D", și că există "un adevărat sentiment de profunzime și perspectivă în timp ce te uiți de sus la Liberty City". Într-o recenzie mai negativă, 1UP a spus că jocul are "efecte vizuale plate" care sunt "o evoluție slabă" în comparație cu jocurile Grand Theft Auto anterioare.

Muzica din joc a avut parte de reacții mixte. Craig Harris de la IGN a spus că melodiile de la radio din vehicule sunt "destul de repetitive și nu atât de grozave". Scott Sharkey de la 1UP a spus că muzica este "destul de rea" și melodiile de la radio "foarte scurte și repetitive". Jeff Gerstmann de la GameSpot s-a legat de mișcările camerei în timpul condusului, spunând că "nu se micșorează suficient pentru a putea vedea bine drumul".
1. ↑  ESRB rating database, accesat în 23 decembrie 2023